# 图伦多夫
图伦多夫是德国梅克伦堡-前波美拉尼亚州的一个市镇。总面积10.70平方公里，总人口593人，其中男性320人，女性273人（2011年12月31日），人口密度55人/平方公里。